# Список астероїдів (145501—145600)
| Назва                          | Тимчасове позначення | Дата відкриття  | Місце відкриття                | Відкривач                      |
| ------------------------------ | -------------------- | --------------- | ------------------------------ | ------------------------------ |
| (145501) 2006 BC101            | 2006 BC101           | 23 січня 2006   | Каталінський огляд             | Каталінський огляд             |
| (145502) 2006 BA191            | 2006 BA191           | 28 січня 2006   | Обсерваторія Кітт-Пік          | Spacewatch                     |
| (145503) 2006 BJ215            | 2006 BJ215           | 24 січня 2006   | Станція Андерсон-Меса          | LONEOS                         |
| (145504) 2006 BC242            | 2006 BC242           | 31 січня 2006   | Обсерваторія Кітт-Пік          | Spacewatch                     |
| (145505) 2006 BN258            | 2006 BN258           | 31 січня 2006   | Обсерваторія Кітт-Пік          | Spacewatch                     |
| (145506) 2006 DH10             | 2006 DH10            | 21 лютого 2006  | Обсерваторія Маунт-Леммон      | Обсерваторія Маунт-Леммон      |
| (145507) 2006 DW40             | 2006 DW40            | 22 лютого 2006  | Станція Андерсон-Меса          | LONEOS                         |
| (145508) 2006 DO50             | 2006 DO50            | 22 лютого 2006  | Каталінський огляд             | Каталінський огляд             |
| (145509) 2006 DX65             | 2006 DX65            | 21 лютого 2006  | Станція Андерсон-Меса          | LONEOS                         |
| (145510) 2006 DZ82             | 2006 DZ82            | 24 лютого 2006  | Обсерваторія Кітт-Пік          | Spacewatch                     |
| (145511) 2006 DL93             | 2006 DL93            | 24 лютого 2006  | Обсерваторія Кітт-Пік          | Spacewatch                     |
| (145512) 2006 DP93             | 2006 DP93            | 24 лютого 2006  | Обсерваторія Кітт-Пік          | Spacewatch                     |
| (145513) 2006 DY96             | 2006 DY96            | 24 лютого 2006  | Обсерваторія Маунт-Леммон      | Обсерваторія Маунт-Леммон      |
| (145514) 2006 DN119            | 2006 DN119           | 20 лютого 2006  | Сокорро (Нью-Мексико)          | LINEAR                         |
| (145515) 2006 DA122            | 2006 DA122           | 22 лютого 2006  | Каталінський огляд             | Каталінський огляд             |
| (145516) 2006 DC148            | 2006 DC148           | 25 лютого 2006  | Обсерваторія Кітт-Пік          | Spacewatch                     |
| (145517) 2006 DX152            | 2006 DX152           | 25 лютого 2006  | Обсерваторія Кітт-Пік          | Spacewatch                     |
| (145518) 2006 DN199            | 2006 DN199           | 23 лютого 2006  | Станція Андерсон-Меса          | LONEOS                         |
| (145519) 2006 DD208            | 2006 DD208           | 25 лютого 2006  | Обсерваторія Кітт-Пік          | Spacewatch                     |
| (145520) 2006 EA16             | 2006 EA16            | 2 березня 2006  | Обсерваторія Кітт-Пік          | Spacewatch                     |
| (145521) 2006 EC30             | 2006 EC30            | 3 березня 2006  | Сокорро (Нью-Мексико)          | LINEAR                         |
| (145522) 2006 EU38             | 2006 EU38            | 4 березня 2006  | Каталінський огляд             | Каталінський огляд             |
| 145523 Лулінь (Lulin)          | 2006 EM67            | 7 березня 2006  | Обсерваторія Люлінь            | Г.-К. Лін, К. Йє               |
| (145524) 2006 FS               | 2006 FS              | 22 березня 2006 | Каталінський огляд             | Каталінський огляд             |
| (145525) 2006 FY2              | 2006 FY2             | 23 березня 2006 | Обсерваторія Кітт-Пік          | Spacewatch                     |
| (145526) 2006 FC11             | 2006 FC11            | 23 березня 2006 | Обсерваторія Кітт-Пік          | Spacewatch                     |
| (145527) 2006 FV19             | 2006 FV19            | 23 березня 2006 | Обсерваторія Маунт-Леммон      | Обсерваторія Маунт-Леммон      |
| (145528) 2006 FB29             | 2006 FB29            | 24 березня 2006 | Каталінський огляд             | Каталінський огляд             |
| (145529) 2006 FQ31             | 2006 FQ31            | 25 березня 2006 | Обсерваторія Кітт-Пік          | Spacewatch                     |
| (145530) 2006 FW32             | 2006 FW32            | 25 березня 2006 | Обсерваторія Кітт-Пік          | Spacewatch                     |
| (145531) 2006 FF33             | 2006 FF33            | 25 березня 2006 | Обсерваторія Маунт-Леммон      | Обсерваторія Маунт-Леммон      |
| (145532) 2006 FD42             | 2006 FD42            | 26 березня 2006 | Обсерваторія Маунт-Леммон      | Обсерваторія Маунт-Леммон      |
| (145533) 2006 FE51             | 2006 FE51            | 24 березня 2006 | Каталінський огляд             | Каталінський огляд             |
| 145534 Джонда (Jhongda)        | 2006 GJ              | 1 квітня 2006   | Обсерваторія Люлінь            | Тінь Чан Янґ, К. Йє            |
| (145535) 2006 GP3              | 2006 GP3             | 8 квітня 2006   | Обсерваторія Ґрейт-Шеффорд     | П. Бертвісл                    |
| (145536) 2006 GP19             | 2006 GP19            | 2 квітня 2006   | Обсерваторія Кітт-Пік          | Spacewatch                     |
| (145537) 2006 GB20             | 2006 GB20            | 2 квітня 2006   | Обсерваторія Кітт-Пік          | Spacewatch                     |
| (145538) 2006 GP28             | 2006 GP28            | 2 квітня 2006   | Обсерваторія Кітт-Пік          | Spacewatch                     |
| (145539) 2006 GU35             | 2006 GU35            | 7 квітня 2006   | Каталінський огляд             | Каталінський огляд             |
| (145540) 2006 GR47             | 2006 GR47            | 9 квітня 2006   | Обсерваторія Кітт-Пік          | Spacewatch                     |
| (145541) 2006 HN24             | 2006 HN24            | 20 квітня 2006  | Обсерваторія Кітт-Пік          | Spacewatch                     |
| (145542) 2006 HA82             | 2006 HA82            | 26 квітня 2006  | Обсерваторія Кітт-Пік          | Spacewatch                     |
| (145543) 2006 JF38             | 2006 JF38            | 6 травня 2006   | Обсерваторія Кітт-Пік          | Spacewatch                     |
| (145544) 2006 JP46             | 2006 JP46            | 7 травня 2006   | Обсерваторія Кітт-Пік          | Spacewatch                     |
| 145545 Wensayling              | 2006 KA39            | 22 травня 2006  | Обсерваторія Люлінь            | К. Йє, Тінь Чан Янґ            |
| 145546 Suiqizhong              | 2006 KU67            | 25 травня 2006  | Обсерваторія Люлінь            | К. Йє, Г.-К. Лін               |
| (145547) 2006 KC87             | 2006 KC87            | 27 травня 2006  | Обсерваторія Сайдинг-Спрінг    | Обсерваторія Сайдинг-Спрінг    |
| (145548) 2006 KG99             | 2006 KG99            | 26 травня 2006  | Обсерваторія Маунт-Леммон      | Обсерваторія Маунт-Леммон      |
| (145549) 2006 KJ124            | 2006 KJ124           | 23 травня 2006  | Обсерваторія Сайдинг-Спрінг    | Обсерваторія Сайдинг-Спрінг    |
| (145550) 2006 KA125            | 2006 KA125           | 29 травня 2006  | Обсерваторія Сайдинг-Спрінг    | Обсерваторія Сайдинг-Спрінг    |
| (145551) 2006 LX1              | 2006 LX1             | 10 червня 2006  | Паломарська обсерваторія       | NEAT                           |
| (145552) 2006 LZ1              | 2006 LZ1             | 11 червня 2006  | Паломарська обсерваторія       | NEAT                           |
| (145553) 2006 LN5              | 2006 LN5             | 3 червня 2006   | Каталінський огляд             | Каталінський огляд             |
| (145554) 2006 MJ9              | 2006 MJ9             | 19 червня 2006  | Обсерваторія Маунт-Леммон      | Обсерваторія Маунт-Леммон      |
| (145555) 2006 MQ12             | 2006 MQ12            | 19 червня 2006  | Каталінський огляд             | Каталінський огляд             |
| (145556) 2006 MG14             | 2006 MG14            | 17 червня 2006  | Обсерваторія Сайдинг-Спрінг    | Обсерваторія Сайдинг-Спрінг    |
| (145557) 2006 ML14             | 2006 ML14            | 22 червня 2006  | Станція Андерсон-Меса          | LONEOS                         |
| 145558 Раіатеа (Raiatea)       | 2006 OR              | 17 липня 2006   | Обсерваторія Гібіскус          | С. Генік                       |
| (145559) 2006 OO1              | 2006 OO1             | 18 липня 2006   | Астрономічна обсерваторія Юра  | Мішель Орі                     |
| (145560) 2006 OG2              | 2006 OG2             | 18 липня 2006   | Сокорро (Нью-Мексико)          | LINEAR                         |
| (145561) 2006 OV2              | 2006 OV2             | 18 липня 2006   | Обсерваторія Сайдинг-Спрінг    | Обсерваторія Сайдинг-Спрінг    |
| 145562 Цурбрігген (Zurbriggen) | 2006 OY6             | 24 липня 2006   | Обсерваторія Наеф-Епендес      | Петер Кохер                    |
| (145563) 2006 ON7              | 2006 ON7             | 18 липня 2006   | Обсерваторія Маунт-Леммон      | Обсерваторія Маунт-Леммон      |
| (145564) 2006 OF9              | 2006 OF9             | 20 липня 2006   | Паломарська обсерваторія       | NEAT                           |
| (145565) 2006 OH10             | 2006 OH10            | 24 липня 2006   | Астрономічна обсерваторія Юра  | Мішель Орі                     |
| 145566 Andreasphilipp          | 2006 ON10            | 25 липня 2006   | Оттмарсайм                     | Клодін Ріннер                  |
| (145567) 2006 OZ10             | 2006 OZ10            | 19 липня 2006   | Паломарська обсерваторія       | NEAT                           |
| (145568) 2006 OJ11             | 2006 OJ11            | 20 липня 2006   | Паломарська обсерваторія       | NEAT                           |
| (145569) 2006 OL11             | 2006 OL11            | 20 липня 2006   | Паломарська обсерваторія       | NEAT                           |
| (145570) 2006 OM11             | 2006 OM11            | 20 липня 2006   | Паломарська обсерваторія       | NEAT                           |
| (145571) 2006 OY11             | 2006 OY11            | 21 липня 2006   | Каталінський огляд             | Каталінський огляд             |
| (145572) 2006 OJ12             | 2006 OJ12            | 21 липня 2006   | Паломарська обсерваторія       | NEAT                           |
| (145573) 2006 OA13             | 2006 OA13            | 20 липня 2006   | Обсерваторія Сайдинг-Спрінг    | Обсерваторія Сайдинг-Спрінг    |
| (145574) 2006 OD13             | 2006 OD13            | 21 липня 2006   | Сокорро (Нью-Мексико)          | LINEAR                         |
| (145575) 2006 OV15             | 2006 OV15            | 20 липня 2006   | Паломарська обсерваторія       | NEAT                           |
| (145576) 2006 PE               | 2006 PE              | 3 серпня 2006   | Обсерваторія Корделла-Лоуренса | Обсерваторія Корделла-Лоуренса |
| (145577) 2006 PK1              | 2006 PK1             | 8 серпня 2006   | Обсерваторія Сайдинг-Спрінг    | Обсерваторія Сайдинг-Спрінг    |
| (145578) 2006 PA4              | 2006 PA4             | 15 серпня 2006  | Обсерваторія Ріді-Крик         | Джон Бротон                    |
| (145579) 2006 PQ6              | 2006 PQ6             | 12 серпня 2006  | Паломарська обсерваторія       | NEAT                           |
| (145580) 2006 PM10             | 2006 PM10            | 13 серпня 2006  | Паломарська обсерваторія       | NEAT                           |
| (145581) 2006 PJ11             | 2006 PJ11            | 13 серпня 2006  | Паломарська обсерваторія       | NEAT                           |
| (145582) 2006 PP11             | 2006 PP11            | 13 серпня 2006  | Паломарська обсерваторія       | NEAT                           |
| (145583) 2006 PB14             | 2006 PB14            | 14 серпня 2006  | Обсерваторія Сайдинг-Спрінг    | Обсерваторія Сайдинг-Спрінг    |
| (145584) 2006 PT14             | 2006 PT14            | 15 серпня 2006  | Паломарська обсерваторія       | NEAT                           |
| (145585) 2006 PU15             | 2006 PU15            | 15 серпня 2006  | Паломарська обсерваторія       | NEAT                           |
| (145586) 2006 PD16             | 2006 PD16            | 15 серпня 2006  | Паломарська обсерваторія       | NEAT                           |
| (145587) 2006 PT16             | 2006 PT16            | 15 серпня 2006  | Паломарська обсерваторія       | NEAT                           |
| 145588 Sudongpo                | 2006 PQ17            | 15 серпня 2006  | Обсерваторія Люлінь            | К. Йє                          |
| (145589) 2006 PC18             | 2006 PC18            | 15 серпня 2006  | Паломарська обсерваторія       | NEAT                           |
| (145590) 2006 PF25             | 2006 PF25            | 13 серпня 2006  | Паломарська обсерваторія       | NEAT                           |
| (145591) 2006 PE31             | 2006 PE31            | 13 серпня 2006  | Паломарська обсерваторія       | NEAT                           |
| (145592) 2006 PL33             | 2006 PL33            | 13 серпня 2006  | Паломарська обсерваторія       | NEAT                           |
| (145593) 2006 QE1              | 2006 QE1             | 18 серпня 2006  | Обсерваторія Піскештето        | К. Сарнецкі                    |
| (145594) 2006 QH2              | 2006 QH2             | 17 серпня 2006  | Паломарська обсерваторія       | NEAT                           |
| (145595) 2006 QE3              | 2006 QE3             | 17 серпня 2006  | Паломарська обсерваторія       | NEAT                           |
| (145596) 2006 QS3              | 2006 QS3             | 18 серпня 2006  | Сокорро (Нью-Мексико)          | LINEAR                         |
| (145597) 2006 QP6              | 2006 QP6             | 17 серпня 2006  | Паломарська обсерваторія       | NEAT                           |
| (145598) 2006 QZ6              | 2006 QZ6             | 17 серпня 2006  | Паломарська обсерваторія       | NEAT                           |
| (145599) 2006 QV8              | 2006 QV8             | 19 серпня 2006  | Обсерваторія Кітт-Пік          | Spacewatch                     |
| (145600) 2006 QS11             | 2006 QS11            | 16 серпня 2006  | Обсерваторія Сайдинг-Спрінг    | Обсерваторія Сайдинг-Спрінг    |